# Hermon (Armenia)

S
Hermon – wieś w Armenii, w prowincji Wajoc Dzor. W 2011 roku liczyła 180 mieszkańców.